# Tereblea, Teceu
Tereblea (Talabor) (în ucraineană Теребля) este o comună în raionul Teceu, regiunea Transcarpatia, Ucraina, formată numai din satul de reședință.

## Demografie
Componența lingvistică a comunei Tereblea
     Ucraineană (99,81%)
     Alte limbi (0,19%)
Conform recensământului din 2001, majoritatea populației comunei Tereblea era vorbitoare de ucraineană (99,81%), existând în minoritate și vorbitori de alte limbi.